# Sandkorn-Theater

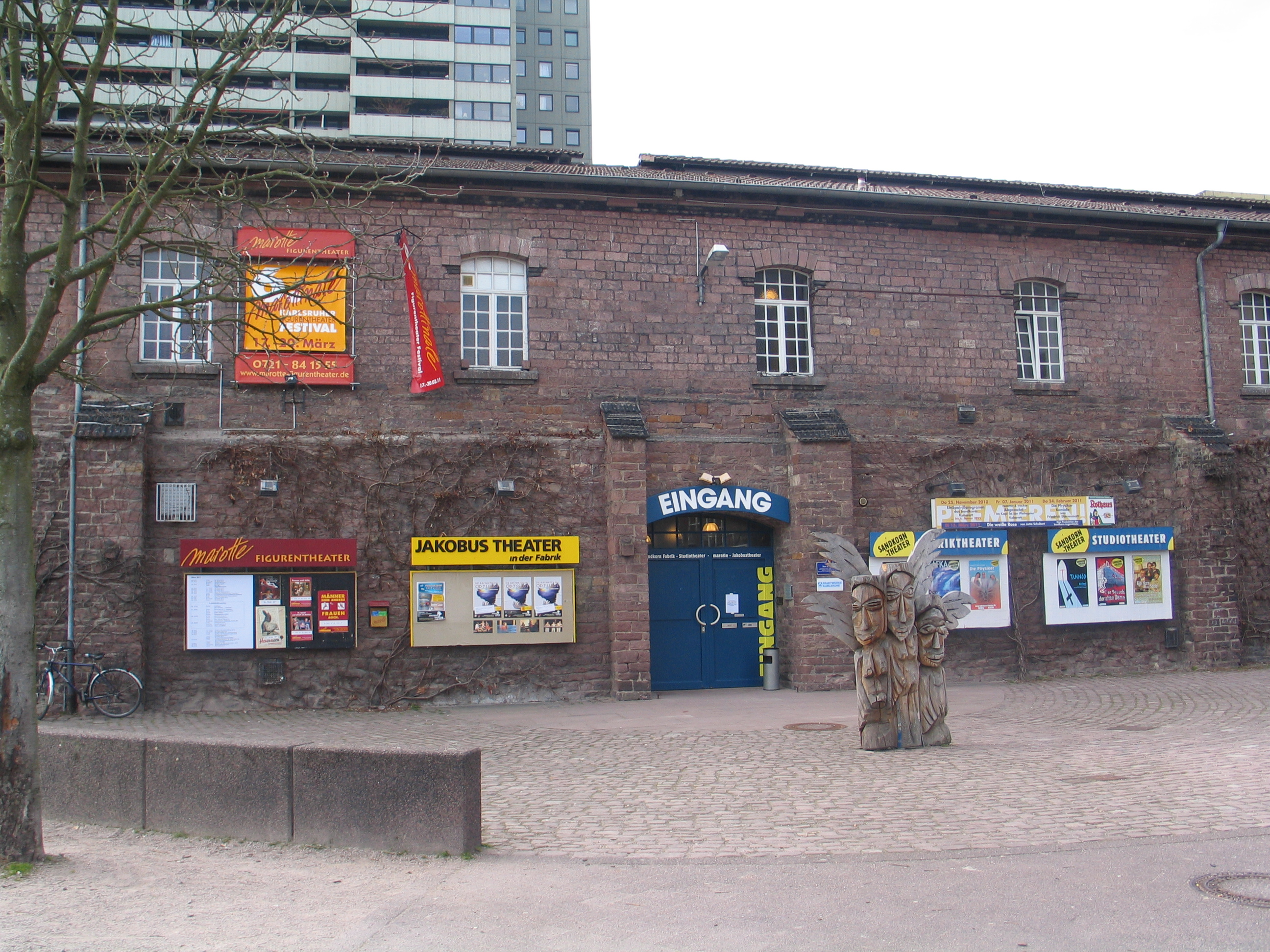
Eingang des Theaters

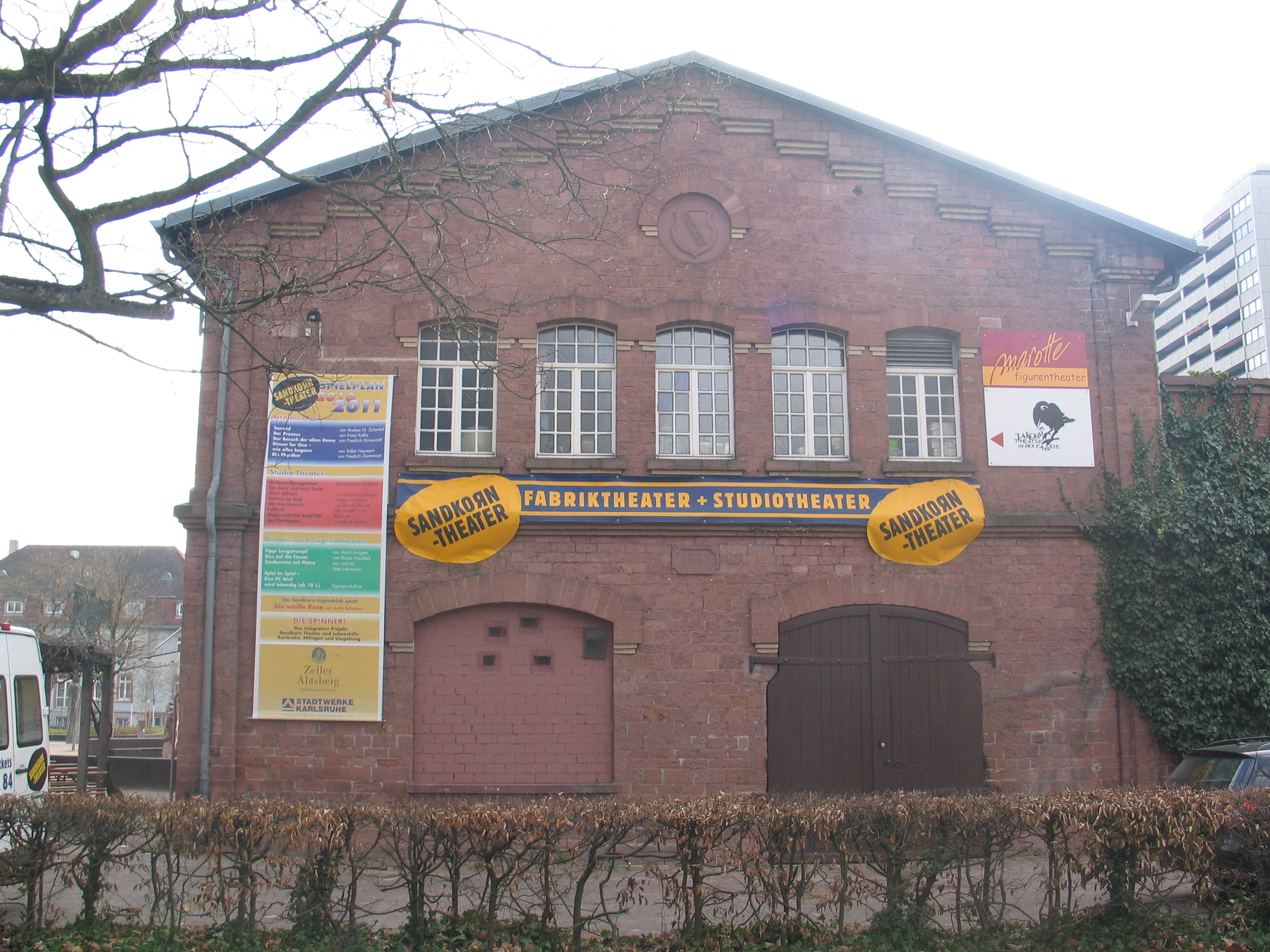
Theater von der Kaiserallee aus

Das Sandkorn-Theater ist ein Privattheater in Karlsruhe.
Das 1956 gegründete Sandkorn-Theater hat seine beiden Spielstätten („Studiobühne“ und „Fabrik“) seit Anfang der 1980er Jahre in einem ehemaligen, heute denkmalgeschützten Turbinenhaus der Karlsruher Stadtwerke in der Kaiserallee 11d.
Das Gebäude selbst ist Eigentum der Stadt Karlsruhe. Zuvor bespielte das Sandkorn-Theater eine Kellerbühne in der Hagenstraße. Auch das Marotte Figurentheater und das Jakobus-Theater haben ihre Bühnen im ehemaligen Turbinenhaus. 2016 gaben die Theater dem Haus den Namen „Theaterhaus“.

## Erstes Sandkorn-Theater
Der Spielplan des Sandkorn-Theaters umfasste zwischenzeitlich ein Angebot aus den Bereichen Kinder- und Jugendtheater, klassisches und zeitgenössisches Schauspiel, Musiktheater sowie Kabarett. Pro Saison wurden zwischen sieben und neun neue Produktionen in den Spielplan aufgenommen.
Ein Stamm von fest angestellten Schauspielern wurde nach Bedarf ergänzt durch Gäste.
Das erste Sandkorn-Theater gründete 2003 gemeinsam mit der Lebenshilfe Karlsruhe, Ettlingen und Umgebung das integrative Theaterprojekt „Die Spinner!“ . Menschen mit Behinderung und professionelle Schauspieler erarbeiten gemeinsam Bühnenstücke. Bislang entstanden über zehn Produktionen.
Seit 2001 führte das Sandkorn-Theater den „Jugendclub“, der in jeder Spielzeit eine Produktion mit bis zu 40 jugendlichen Mitwirkenden erarbeitete.
Die Karlsruher Schultheaterwoche hatte ab den 1980er Jahren ihr Zuhause im Sandkorn-Theater. Das Forum für Theatergruppen aller Schularten im Regierungsbezirk Karlsruhe fand 2018 zum 32. Mal statt.
Auch Gastspielveranstaltungen, vor allem aus den Bereichen Kabarett und Comedy, wurden im Sandkorn-Theater durchgeführt. Zum Beispiel gastierte der Kabarettist Dieter Hildebrandt; zu Gast waren auch Martin Semmelrogge, Katy Karrenbauer, Lisa Fitz, Mircea Krishan, Nikolai Kinski und John Doyle.
Träger war die Sandkorn-Theater gGmbH, die 2017 in die Insolvenz ging.

## Zweites Sandkorn-Theater
Seit dem Jahreswechsel 2017/2018 führt eine neu gegründete, vom alten Sandkorn-Theater unabhängige Gesellschaft den Spielbetrieb weiter. Beide Bühnenräume wurden renoviert.
Das neue Theater setzt seinen Schwerpunkt auf selbst geschriebene Stücke im Bereich Musiktheater und Kabarett und erweitert den Gastpielbetrieb um die Bereiche Jazz-Musik und Poetry Slam.